# Cicindela
Genre
Cicindela  est un genre  d'insectes coléoptères de la famille des Carabidae. Ces insectes sont également mieux connus sous le nom de cicindèle. Les espèces du genre Cicindela possèdent généralement des couleurs vives et métalliques avec des taches délicates de couleur ivoire ou crème. Les cicindèles sont diversifiées et abondantes à proximité de l'eau (cours d'eau, lacs, berges argileuses, chemins forestiers, etc.) et dans des habitats au sol sablonneux. Cependant, certaines espèces préfèrent les sols argileux.

## Systématique
- Le genre a été décrit par l'entomologiste suédois Carl von Linné en 1758[2].
- L'espèce type pour le genre est Cicindela campestris (Linné, 1758)

## Taxinomie

### Sous-genres
- Cicindela (Ancylia)
- Cicindela (Austrocicindela)
- Cicindela (Callytron)
- Cicindela (Calochroa)
- Cicindela (Cephalota)
- Cicindela (Cicindela)
- Cicindela (Cicindelidia)
- Cicindela (Cosmodela)
- Cicindela (Dromochorus)
- Cicindela (Ellipsoptera)
- Cicindela (Eugrapha)
- Cicindela (Habrodera)
- Cicindela (Habroscelimorpha)
- Cicindela (Hypaetha)
- Cicindela (Lophyridia)
- Cicindela (Pancallia)
- Cicindela (Spilodia)
- Cicindela (Taenidia)
- (Incertae sedis)

Liste des espèces et sous-espèces paléarctiques
- Cicindela asiatica (Audouin & Brullé, 1839)
- Cicindela campestris (Linnaeus, 1758)
- Cicindela chinensis (De Geer,1774)
- Cicindela clypeata Fischer von Waldheim, 1821.
  - Cicindela clypeata rhodoterena Tschitscherin, 1903
- Cicindela coerulea Pallas, 1777
  -  Cicindela coerulea nitida Lichtenstein, 1796
  -  Cicindela coerulea lucifera Mandl, 1970
  -  Cicindela coerulea grumi Tschitscherin, 1903
  -  Cicindela coerulea kaszabi Mandl, 1965
  -  Cicindela coerulea kozlovi Tschitscherin, 1903
  -  Cicindela coerulea selengensis Mandl, 1936
  -  Cicindela coerulea shantungensis Mandl, 1965
- Cicindela desertorum Dejean, 1825
  -  Cicindela desertorum turkestanoides W. Horn, 1938
  -  Cicindela desertorum perreaui Deuve, 1987
- Cicindela gallica Brullé 1834,
- Cicindela javeti Chaudoir 1861,
- Cicindela herbacea Klug 1832,
- Cicindela hybrida Linnaeus, 1758
- Cicindela lacteola Pallas, 1776
- Cicindela lewisii Bates, 1873
  - Cicindela lewisii sinicola Mandl, 1981
- Cicindela majalis Mandl, 1935
- Cicindela maritima Dejean in Latreille & Dejean, 1822
  - Cicindela maritima kirghisica Mandl, 1936
  -  Cicindela maritima spinigera Eschscholtz, 1829
- Cicindela maroccana Fabricius, 1801
  - Cicindela maroccana pseudomaroccana Roeschke, 1891
- Cicindela monticola Ménétries, 1832
  - Cicindela monticola albanica Apfelbeck, 1909
  - Cicindela monticola rumelica Apfelbeck, 1904
- Cicindela nordmanni Chaudoir, 1848
- Cicindela reitteri W. Horn, 1897
- Cicindela resplendens Dokhtouroff, 1888
- Cicindela restricta Fischer, 1825
- Cicindela sexguttata Fabricius, 1775
- Cicindela soluta Dejean in Latreille & Dejean, 1822
  - Cicindela soluta pannonica Mandl, 1935
- Cicindela songorica Mannerheim, 1846
- Cicindela sylvatica Linnaeus, 1758
  -  Cicindela sylvatica fasciatopunctata Germar, 1845
  - Cicindela sylvatica rubescens Jeanne, 1967
- Cicindela sylvicola Dejean in Latreille & Dejean, 1822
- Cicindela talychensis Chaudoir, 1846
- Cicindela transbaicalica Motschulsky, 1844
  -  Cicindela transbaicalica japanensis Chaudoir, 1863
  -  Cicindela transbaicalica hamifasciata Kolbe, 1886
  -  Cicindela transbaicalica magnifica W. Horn, 1905
  -  Cicindela transbaicalica palpalis Dokhtouroff, 1888
- Cicindela turkestanica Ballion, 1870
  -  Cicindela turkestanica badakschana Mandl, 1955
  -  Cicindela turkestanica gissariensis Dokhtouroff, 1885
  -  Cicindela turkestanica maracandensis Solky, 1874

Noms en synonymie
- Cicindela elegans Fischer von Waldheim, 1824, un synonyme de Cephalota elegans, une espèce trouvée en Ukraine et en Russie
- Cicindela elegans Fourcroy & Geoffroy, 1785, la cicindèle verte à pointes jaunes, un synonyme? de Cicindela campestris, la cicindèle champêtre, une espèce trouvée aux environs de Paris

## Galerie de photographies

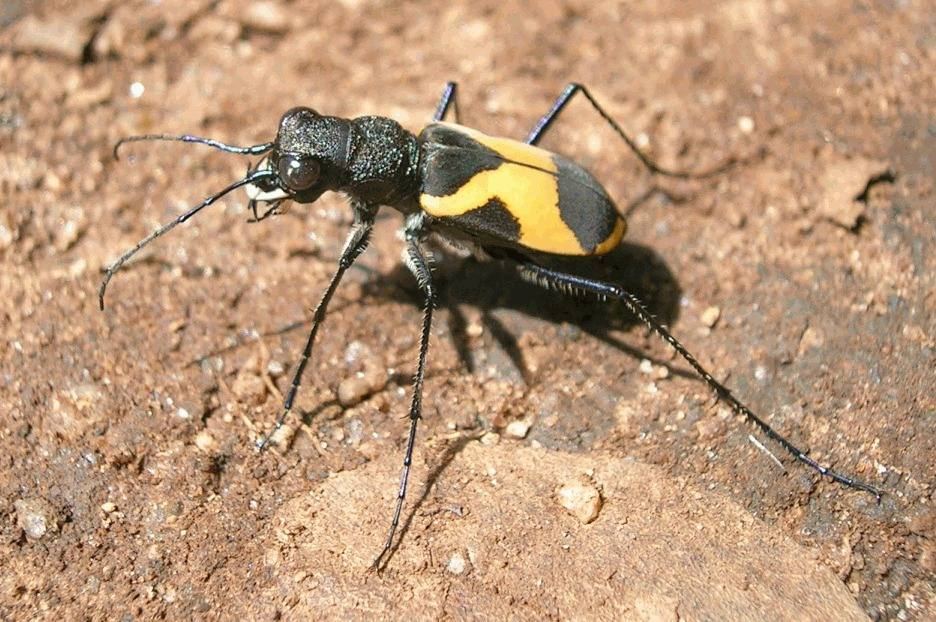
Cicindela aurofasciata.
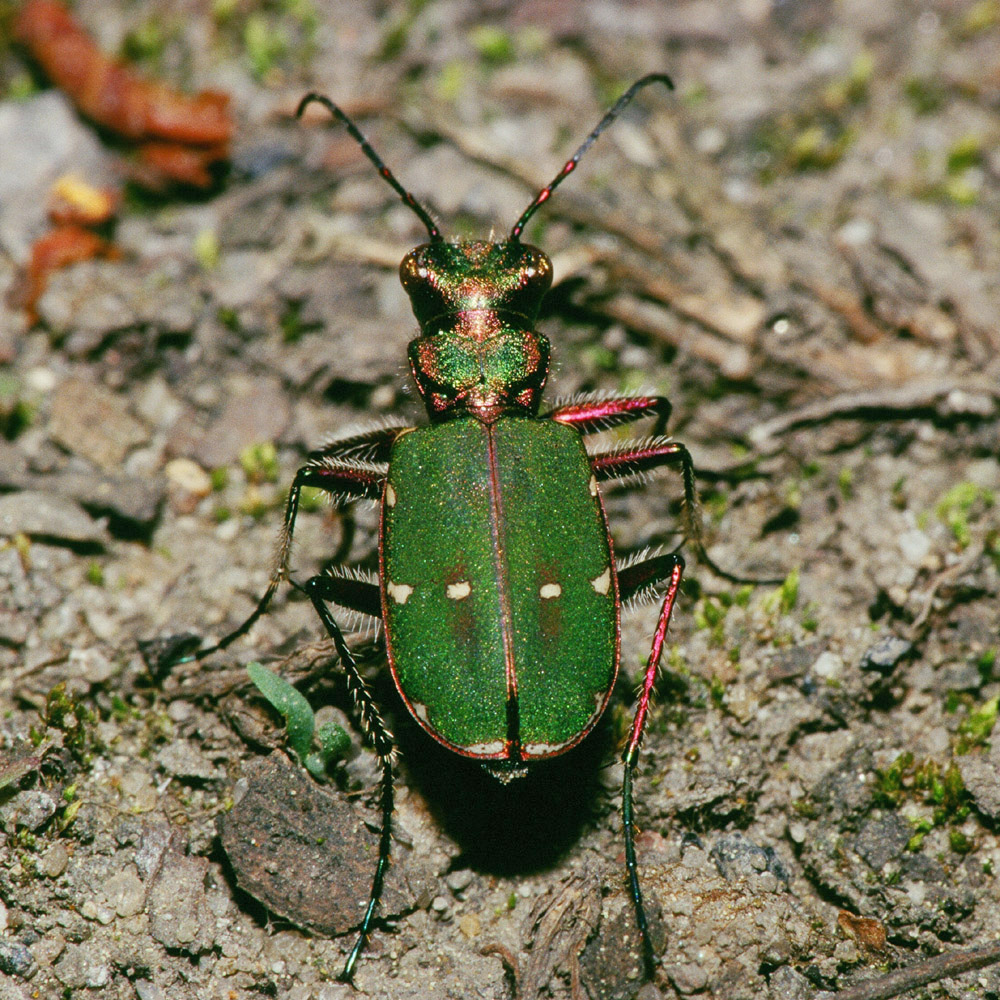
Cicindela campestris.
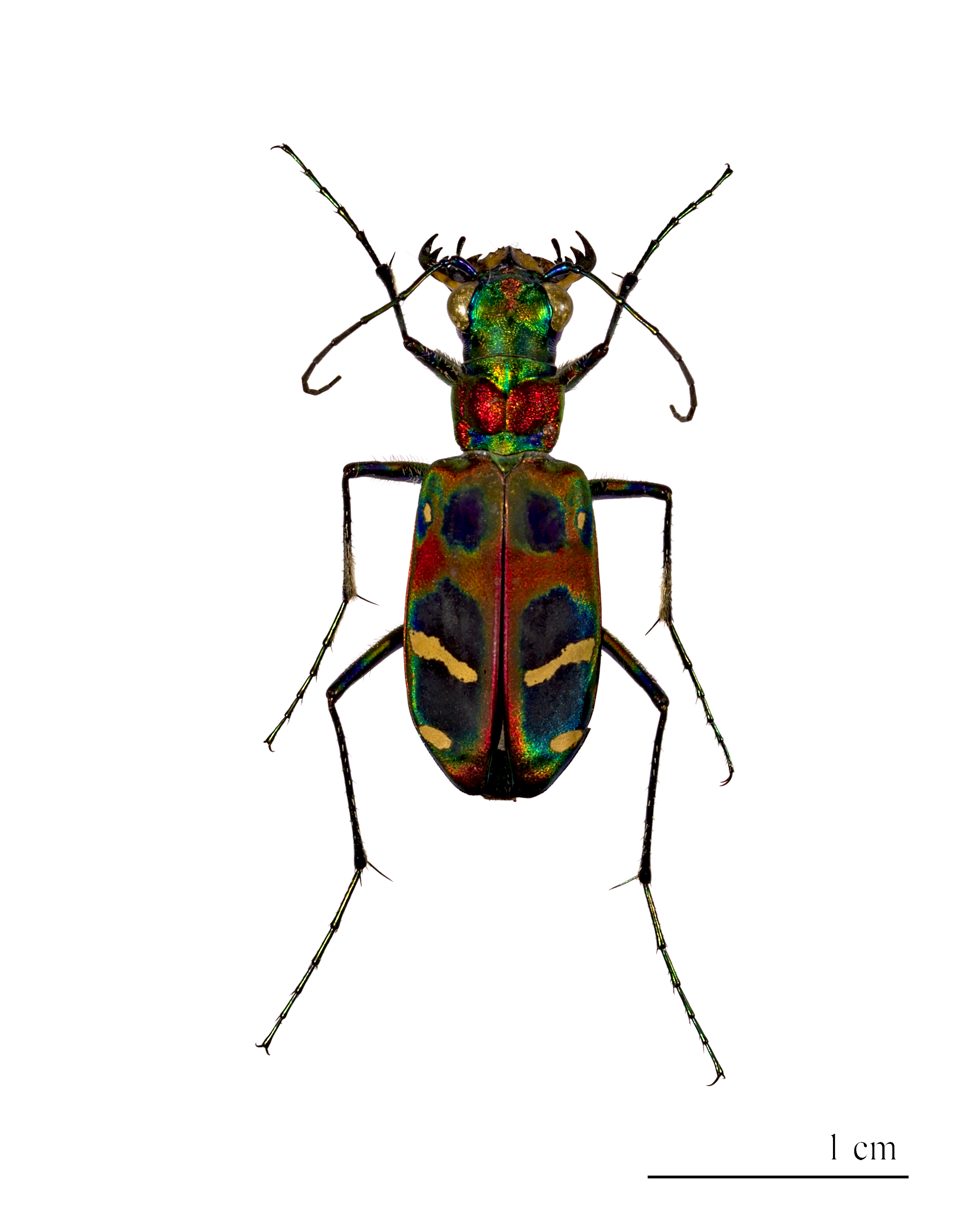
Cicindela chinensis.
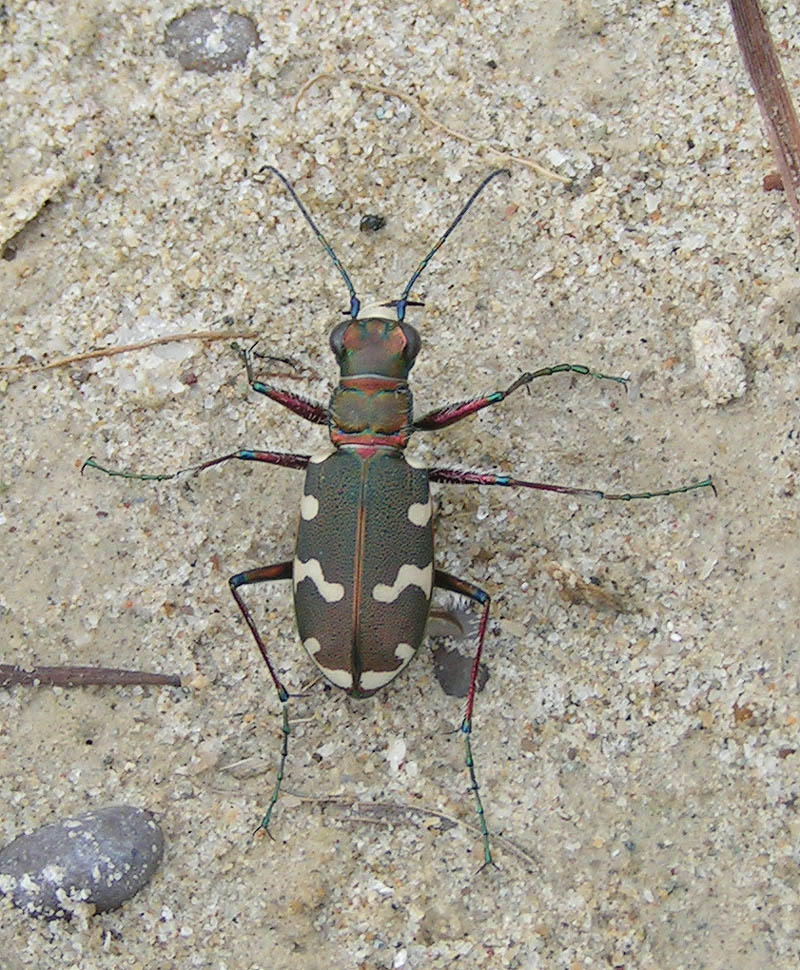
Cicindela hybrida.
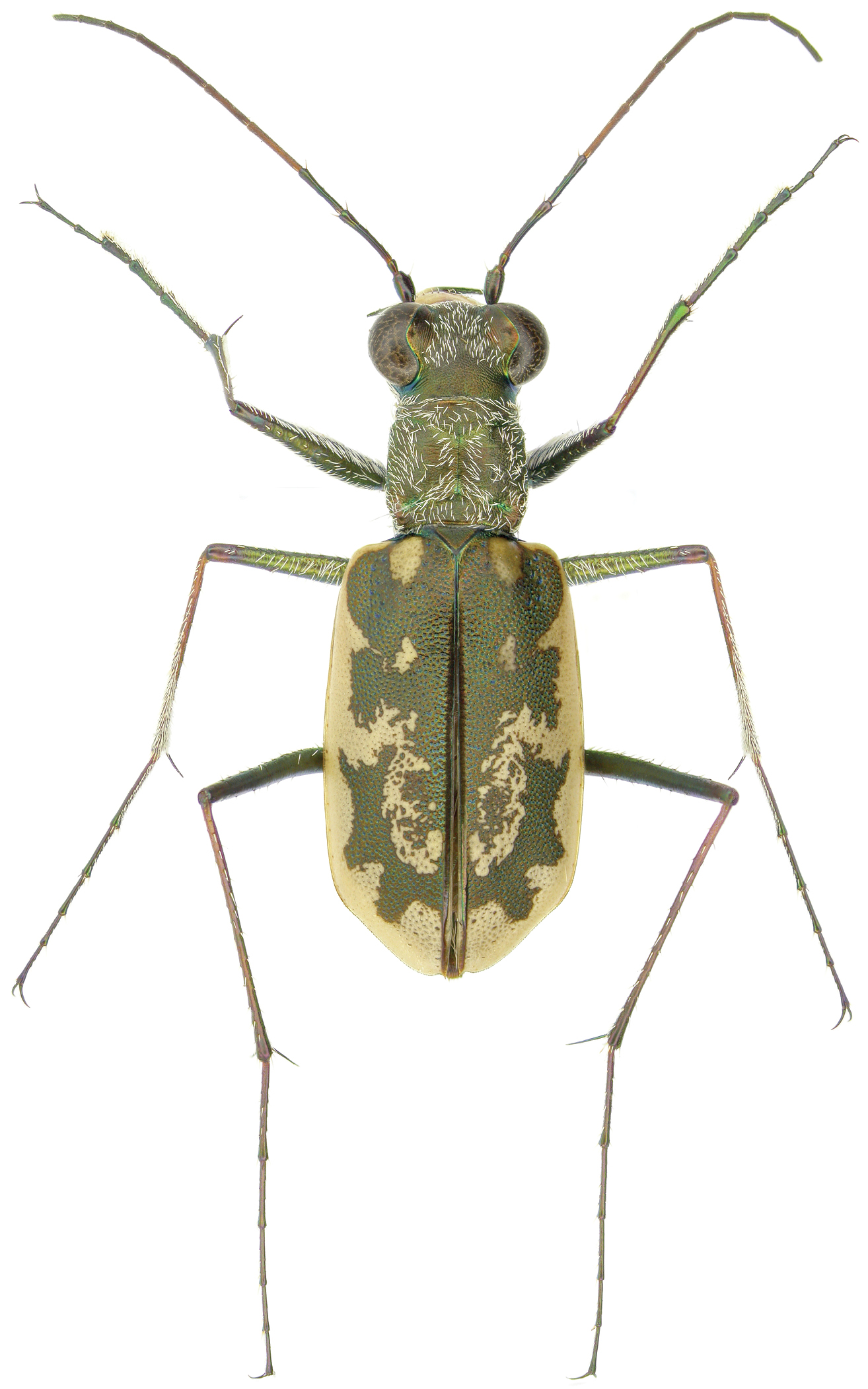
Cicindela marginata.
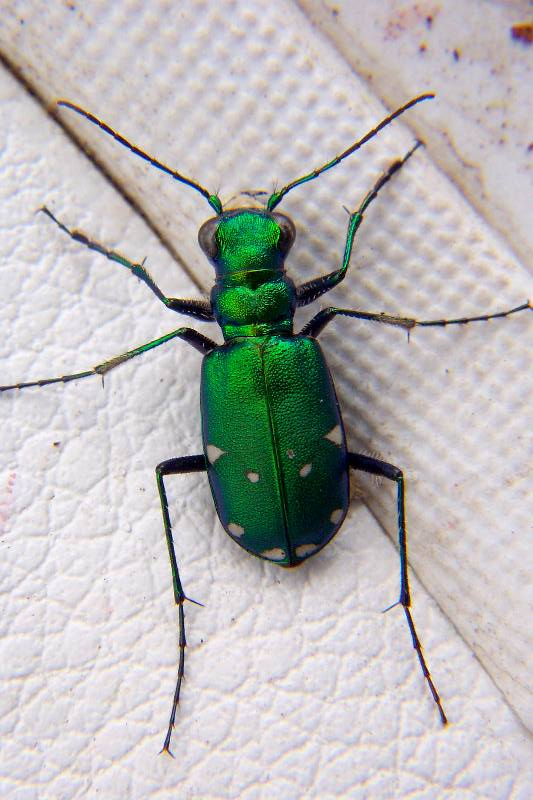
Cicindela sexguttata.
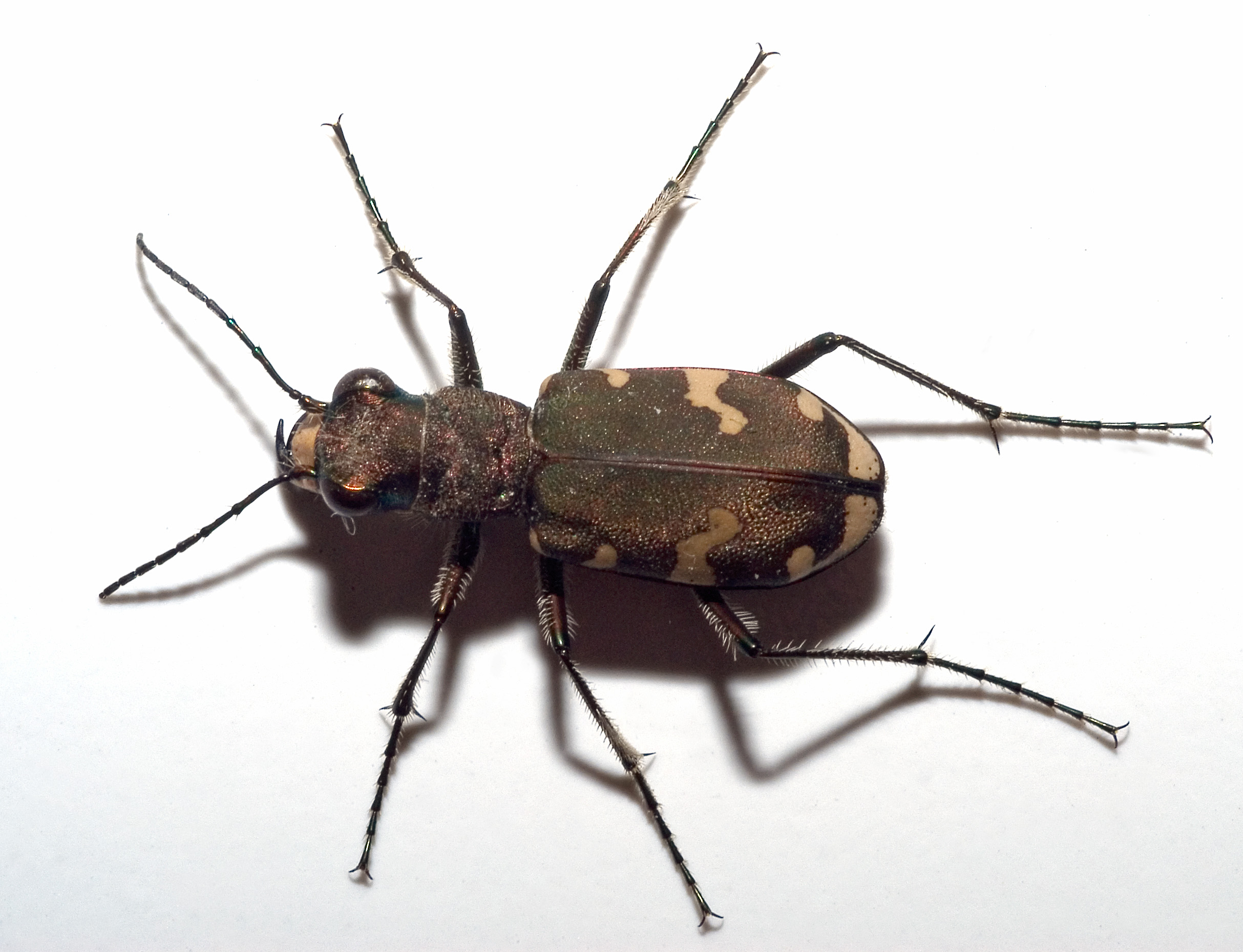
Cicindela sylvicola.
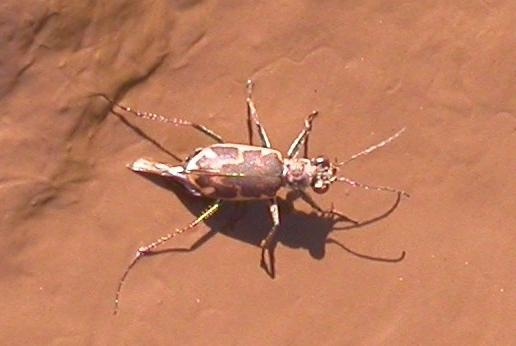
Cicindela nevadica lincolniana.
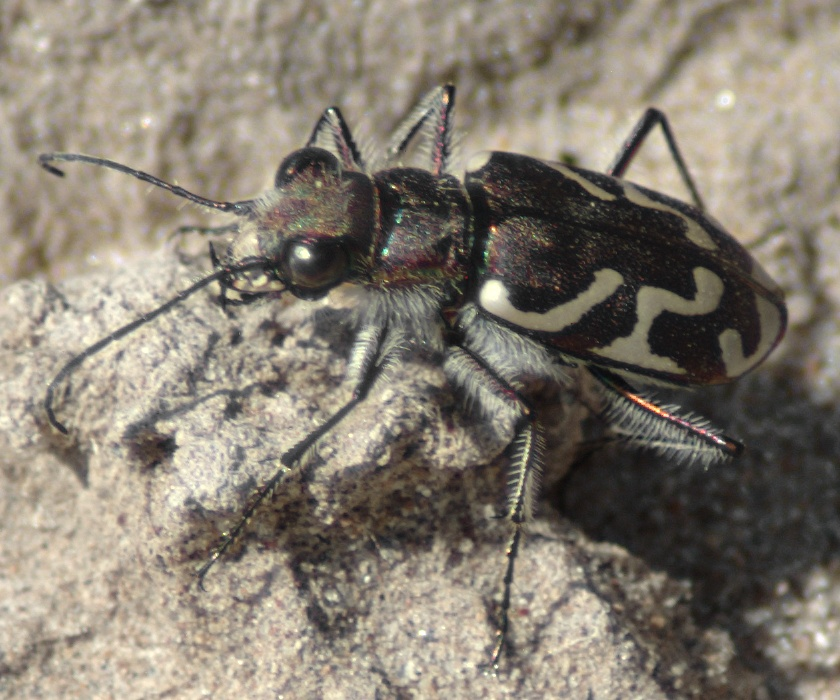
Cicindela tranquebarica.
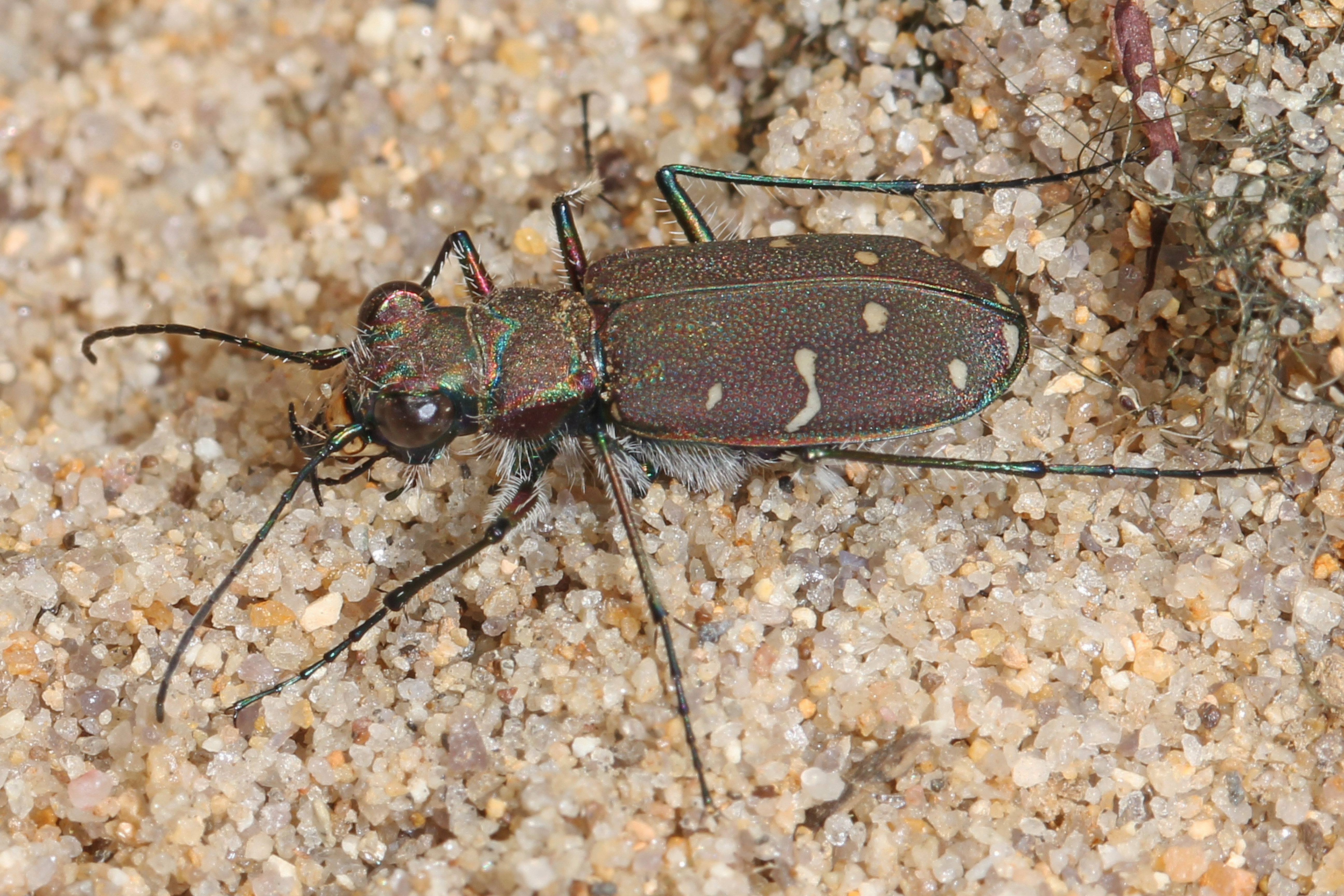
Cicindèle à 12 points.